# Skobalj (Smederevo)
Skobalj (em cirílico: Скобаљ) é uma vila da Sérvia localizada no município de Smederevo, pertencente ao distrito de Podunavlje, na região de Podunavlje. A sua população era de 1614 habitantes segundo o censo de 2011.

## Demografia
| 1948 | 1953 | 1961 | 1971 | 1981 | 1991 | 2002 | 2011 |
| ---- | ---- | ---- | ---- | ---- | ---- | ---- | ---- |
| 2065 | 2163 | 2289 | 2202 | 2445 | 2190 | 1880 | 1614 |